# 舒其志
舒其志（16世紀—17世紀），字尚孺，號玄渚，一號拙庵，湖廣黃州府蘄州廣濟縣人，明朝政治人物。

## 生平
五月二十九日生，治礼记。舒其志父親舒賢在四十歲時夢見神人贈送他一對玉璧，後來生下二子，長子舒其心，次子即舒其志。舒其志是萬曆十九年（1591年）辛卯科湖廣鄉試第三十五名舉人，二十三年（1595年）乙未科三甲第六名進士。通政司觀政，本年六月授行人司行人，二十八年九月升工部屯田司主事，三十三年升员外郎，三十四年升郎中，三十六年升四川右参政，四十年丁憂。四十二年起補江西布政使司右參政，四十三年（1615年）七月升江西按察使。四十四年（1616年）六月淮王朱翊鉅庶子朱常洪夜入淮王府，盜取冊寶貲貨，舒其志發兵緝捕其黨羽，淮王朱翊鉅被罰祿四年，朱常洪被令自盡，官至江西右布政使。

## 家族
曾祖舒茂忠。祖父舒朝正。父舒贤，封修職郎行人司行人。母蘇氏，继母干氏。具庆下。兄其心（庠生）。娶奚氏。子舒重、舒厚、舒簡、舒默均有名聲。